# Leioproctus prolatus
Leioproctus prolatus är en biart som beskrevs av Maynard 1994. Leioproctus prolatus ingår i släktet Leioproctus och familjen korttungebin. Inga underarter finns listade i Catalogue of Life.

## Bildgalleri

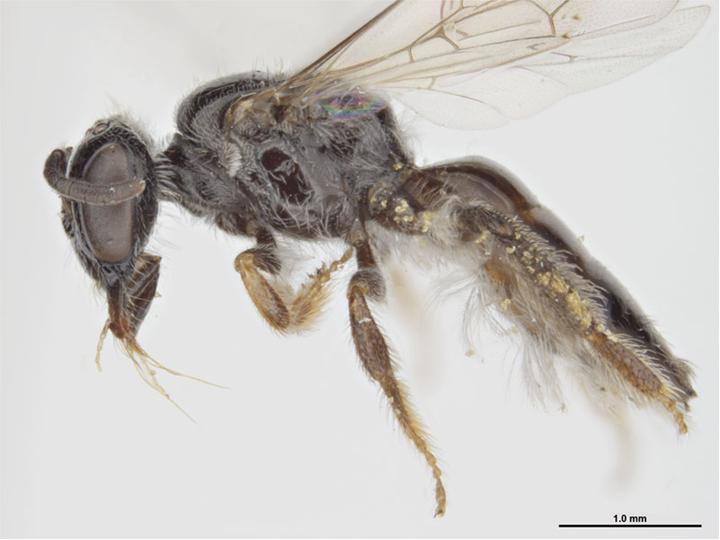